# Stanko Bilinski
Stanko Bilinski (22 de abril de 1909 - 6 de abril de 1998) fue un matemático y académico croata. Profesor de la Universidad de Zagreb y miembro de la Academia Croata de Ciencias y Artes, es conocido por haber descubierto el poliedro que lleva su nombre, el dodecaedro de Bilinski.

## Semblanza
Bilinski nació en 1909 en la localidad croata de Našice, por entonces parte del Imperio Austrohúngaro. En 1960 descubrió un rombododecaedro del segundo tipo, el dodecaedro de Bilinski. Al igual que el dodecaedro rómbico estándar, este poliedro convexo tiene 12 lados con forma de rombos congruentes, pero tienen formas y disposición diferentes. El descubrimiento de Bilinski corrigió una omisión de 75 años en la clasificación de Yevgraf Stepánovich Fiódorov de poliedros convexos con caras rómbicas congruentes.
Falleció en Zagreb en 1998, a los 88 años de edad.